# Hüttenhaus
Hüttenhaus war eine Hofschaft in der Stadt Merscheid, die heute ein Teil der bergischen Großstadt Solingen ist. Bei Hüttenhaus entstand 1867 der Bahnhof Ohligs-Wald, der heutige Solinger Hauptbahnhof. Nach dem Bau von Bahnstrecke und Bahnhof verschwand der Ort aus den Kartenwerken und ist heute ein Teil von Ohligs-Mitte.

## Lage
Hüttenhaus befand sich im Westen von Merscheid und war einer von mehreren Höfen auf dem Gebiet des heutigen Ohligser Stadtzentrums. Die ursprüngliche Hofschaft Ohligs lag westlich von Hüttenhaus, aus ihr ging die spätere Stadt und der heutige Stadtteil hervor. Weitere Orte im Westen waren Bockstiege und Piepers. Nördlich liegen Rennpatt und Kullen. Im Osten befinden sich Suppenheide und Wahnenkamp, im Süden Scharrenbergerheide und Nassenweg. Ähnlich wie Hüttenhaus sind die meisten dieser Orte in der geschlossenen Bebauung der nach der Bahnhofseröffnung wachsenden Stadt Ohligs aufgegangen.

## Geschichte

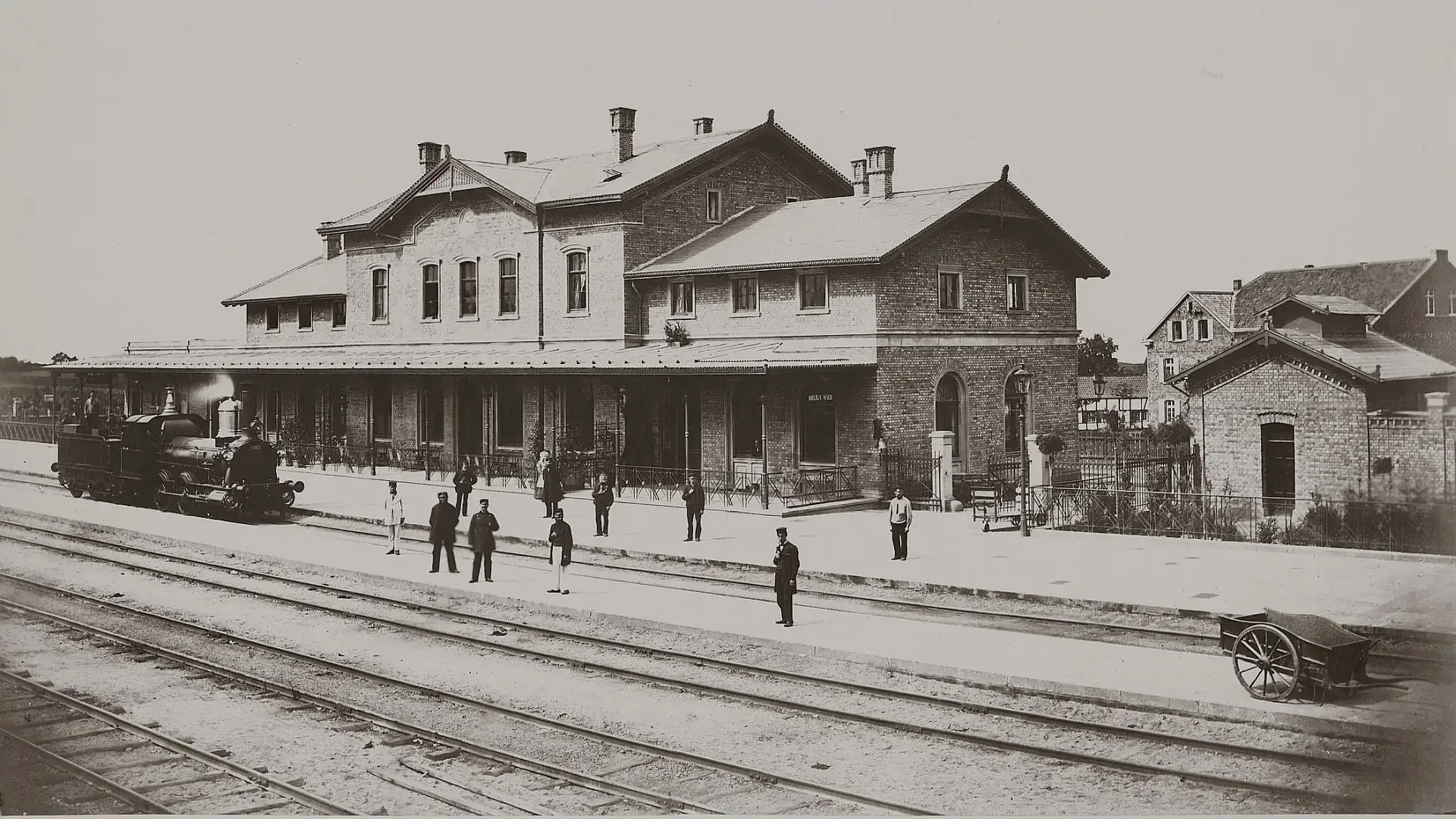
Bahnhof Ohligs-Wald um 1887 an der Stelle der einstigen Hofschaft Hüttenhaus

Der Ort entstand vermutlich im 18. Jahrhundert, denn er ist in der Karte Topographia Ducatus Montani, Blatt Amt Solingen, von Erich Philipp Ploennies von 1715 noch nicht verzeichnet, wird aber 1788 als einer der Höfe genannt, die den Feld- und Sackzehnt an den Deutzer Fronhof abzuliefern hatten.:3f. Die Topographische Aufnahme der Rheinlande von 1824 verzeichnet ihn noch unbeschriftet, die Preußische Uraufnahme von 1844 als Hüttenhaus. Er lag an der Verbindungsstraße zwischen der Hofschaft Ohligs und dem Dorf Merscheid. Hüttenhaus gehörte zur Honschaft Merscheid innerhalb des Amtes Solingen, nach Gründung der Mairien und späteren Bürgermeistereien Anfang des 19. Jahrhunderts zur Bürgermeisterei Merscheid, die 1856 zur Stadt erhoben und im Jahre 1891 in Ohligs umbenannt wurde.
1815/16 lebten 30, im Jahr 1830 36 Menschen im als Weiler bezeichneten Wohnplatz. 1832 war der Ort weiterhin Teil der Honschaft Merscheid innerhalb der Bürgermeisterei Merscheid, dort lag er in der Flur VIII. Wieveldick. Der nach der Statistik und Topographie des Regierungsbezirks Düsseldorf als Hofstadt kategorisierte Ort besaß zu dieser Zeit fünf Wohnhäuser und drei landwirtschaftliche Gebäude mit 45 Einwohnern, davon neun katholischen und 36 evangelischen Bekenntnisses. Die Gemeinde- und Gutbezirksstatistik der Rheinprovinz führt den Ort 1871 bereits mit 37 Wohnhäusern und 420 Einwohnern auf.
Die Bergisch-Märkische Eisenbahn-Gesellschaft (BME) trassierte ab dem Jahre 1863 die Bahnstrecke Gruiten–Köln-Deutz in Nord-Süd-Richtung von Caspersbroich bis Landwehr quer durch das heutige Solinger Stadtgebiet und teilte dabei das Stadtgebiet der Gemeinde Merscheid in zwei Hälften. Die Trassierung machte unter anderem den Bau von Dämmen nötig, um die Täler von Itter und Lochbach zu überspannen. Der Bahnhof Ohligs-Wald, der heutige Hauptbahnhof, entstand an dieser Strecke auf freiem Feld bei der Hofschaft Hüttenhaus. Laut Rosenthal wurde er auch zunächst nach Hüttenhaus benannt. Der Ort ist auf nachfolgenden Kartenwerken, wie etwa der Topographischen Karte des Regierungsbezirks Düsseldorf von 1871, schon nicht mehr verzeichnet. Lediglich Bahnstrecke und Bahnhof sind dort an gleicher Stelle abgebildet. Die Bezeichnung Hüttenhaus für den Bereich des Bahnhofes ist nicht mehr gebräuchlich, 1972 erhielt der Bahnhofsvorplatz den Namen Bremsheyplatz.